# بی‌داینن
بایداونه (به هلندی: Baaiduinen) یک منطقهٔ مسکونی در هلند است که در ترسخلینگ واقع شده‌است. بایداونه ۱۰۶ نفر جمعیت دارد.